# 卡利克斯河
卡利克斯河（瑞典語：Kalix älv，北萨米语：。在下游地区被称为，上游称为）是瑞典北部的諾爾蘭的四大河流之一，有着得天独厚的水力资源。它全长461公里，流向凯布讷山下的基律纳。往东南方向它流经拉普兰，然后往南穿过北博滕省，最后流入波的尼亚湾。
卡利克斯河是北博滕省第三长河流。第一是托尔讷河，全长522公里。卡利克斯河僅比全长460.81公里的吕勒河略短一些。